# Shlomo Halberstam
Pour les articles homonymes, voir Halberstam.
Shlomo Halberstam connu comme le Kerem Shlomo (né le 7 novembre 1907 à Bobowa (Bobov), Galicie, Pologne et mort le 2 août 2000 à Brooklyn, New York) est un rabbin hassidique américain, d'origine polonaise, le 3eme Rebbe de Bobov, survivant de la Shoah, qui reconstruit sa communauté décimée par la Seconde Guerre mondiale.

## Biographie
Shlomo Halberstam est né le 7 novembre 1907, à Bobowa( Bobov), Galicie, Pologne.
Il est le fils du grand-rabbin Benzion Halberstam, le 2e Rebbe de Bobov et de son épouse Chaya Friedel Halberstam. Benzion Halberstam est né le 27 avril 1874 à Bukowsko, en Galicie et est mort fusillé le 28 juillet 1941 par les Nazis et leurs collaborateurs ukrainiens dans la forêt de Yanover (voir, Janowska (camp de concentration)) près de Lviv, en Galicie, aujourd'hui en Ukraine, en même temps que 20 000 Juifs. Chaya Friedel Halberstam est née le 18 avril 1881 à Gorno-Altaïsk, en Sibérie, Russie et est morte en 1976.